# Ганс-Мартін Ломанн
Ганс-Мартін Ломанн (нім. Hans-Martin Lohmann; 26 січня 1944, Бергнештадт — 5 травня 2014,Франкфурт-на-Майні) — німецький публіцист та головний редактор психоаналітичного журналу Psyche.

## Біографія
Ганс-Мартін Ломанн народився в родині пастора. По закінченні гімназії вивчав німецьку мову і літературу, філософію та політологію в Бонні та Дюссельдорфі та працював над темою, пов'язаною з Франкфуртською школою. З 1974 по 1979 рік він був літературним редактором у видавництві Зуркамп.
З 1981 до 2002 року Ломанн мешкав у Гейдельберзі. З 1979 до 1986 року був редактором психоаналітичного журналу «Psyche», потім працював вільним публіцистом. З 1992 року став головним редактором журналу «Psyche». А з 2002 року повернувся до творчої та публіцистичної діяльності і переїхав до Франкфурта-на-Майні.
Ломанн писав для центральних щоденних газет, журналів та радіо на теми марксизму, історії робітничого руху, психоаналізу, життя та творчості Зигмунда Фройда, а також націонал-соціалізму та голокосту. Серед найважливіших його публікацій: «Психоаналіз та націонал-соціалізм» (ред.), Вступ до Фройда, Компендіум Фройда та Вступ до марксизму. У видавництві Rowohlt він також опублікував біографії про Олександра Мітчерліха та Зігмунда Фройда. Починаючи з 2010 року, займався едицією окремих творів Зігмунда Фройда для «Універсальної бібліотеки» видавництва «Reclam».

## Вибрані публікації
Як автор:
- Freud zur Einführung. Junius Verlag, Hamburg 1986, ISBN 3-88506-823-0.
- Alexander Mitscherlich. Rowohlt Taschenbuch Verlag, Reinbek 1987, ISBN 3-499-50365-4.
- Mit Ossip K. Flechtheim: Marx zur Einführung. Junius Verlag, Hamburg 1988, ISBN 3-88506-842-7.
- Geisterfahrer. Blanqui, Marx, Adorno & Co. 22 Portraits der europäischen Linken. Junius Verlag, Hamburg 1989, ISBN 3-88506-412-X.
- Sigmund Freud. Rowohlt Taschenbuch Verlag, Reinbek 1998, ISBN 3-499-50601-7.
- Marxismus. Campus Verlag, Frankfurt am Main/New York 2001, ISBN 3-593-36777-7.
- Freud für die Westentasche. Piper Verlag, München/Zürich 2006, ISBN 3-492-04892-7.

Як редактор та упорядник:
- Das Unbehagen in der Psychoanalyse. Eine Streitschrift. Qumran Verlag, Frankfurt am Main/Paris 1983, ISBN 3-88655-181-4.
- Die Psychoanalyse auf der Couch. Qumran Verlag, Frankfurt am Main/Paris 1984, ISBN 3-88655-191-1.
- Psychoanalyse und Nationalsozialismus. Beiträge zur Bearbeitung eines unbewältigten Traumas. Fischer Taschenbuch Verlag, Frankfurt am Main 1984, ISBN 3-596-26780-3.
- Hundert Jahre Psychoanalyse. Bausteine und Materialien zu ihrer Geschichte. Verlag Internationale Psychoanalyse, Stuttgart 1996, ISBN 3-608-91780-2.
- Mit Joachim Pfeiffer: Freud-Handbuch. Leben, Werk, Wirkung. Verlag J. B. Metzler, Stuttgart/Weimar 2006, ISBN 3-476-01896-2.

## Переклади українською
- Ганс-Мартін Ломанн. Зіґмунд Фройд. Біографія. Пер. з нім. Роман Осадчук. — Київ: Видавництво Жупанського, 2020. — 168 с.[6]